# KHL Junior Draft 2015
Der KHL Junior Draft 2015 war der siebte Entry Draft der Kontinentalen Hockey-Liga und fand am 24. und 25. Mai 2015 im VTB-Eispalast in Moskau statt. Bei der Veranstaltung nach nordamerikanischem Vorbild wurde Artjom Malzew an erster Gesamtposition vom HK Sotschi ausgewählt. Es folgten 132 weitere Spieler aus insgesamt neun Nationen.

## Ergebnisse

### Runde 1
| #  | Spieler          | Pos | Nationalität | KHL-Team              | Verein / Team                        |
| -- | ---------------- | --- | ------------ | --------------------- | ------------------------------------ |
| 1  | Artjom Malzew    | D   | Russland     | HK Sotschi            | Serebryanye Lvy St. Petersburg (MHL) |
| 2  | Igor Kabanow     | F   | Russland     | Metallurg Nowokusnezk | Krylja Sowetow Moskau (U17)          |
| 3  | Jakub Lacka      | F   | Slowakei     | HC Slovan Bratislava  | HK Ružinov 99 Bratislava (U18)       |
| 4  | Dominik Simon    | F   | Tschechien   | Lokomotive Jaroslawl  | HC Plzeň 1929 (Extraliga)            |
| 5  | Timofei Filippow | D   | Russland     | HK Lada Toljatti      | HK Jugra Chanty-Mansijsk (U17)       |
| 7  | Petr Mrázek      | G   | Tschechien   | Lokomotive Jaroslawl  | Detroit Red Wings (NHL)              |
| 19 | Juuse Saros      | G   | Finnland     | HK Dinamo Minsk       | HPK (Liiga)                          |
| 20 | Anton Forsberg   | G   | Schweden     | HK Awangard Omsk      | Columbus Blue Jackets (NHL)          |

### Runde 2
| #  | Spieler          | Pos | Nationalität | KHL-Team                 | Verein / Team        |
| -- | ---------------- | --- | ------------ | ------------------------ | -------------------- |
| 36 | Patrik Laine     | F   | Finnland     | Dinamo Riga              | Tappara (Liiga)      |
| 41 | Marcus Sörensen  | LW  | Schweden     | HK ZSKA Moskau           | Djurgårdens IF (SHL) |
| 44 | Jesse Puljujärvi | F   | Finnland     | Torpedo Nischni Nowgorod | Oulun Kärpät (Liiga) |
| 46 | Mattias Janmark  | F   | Schweden     | Lokomotive Jaroslawl     | Frölunda HC (SHL)    |
| 47 | Esa Lindell      | D   | Finnland     | HK Dinamo Minsk          | Porin Ässät (Liiga)  |

### Runde 3
| #  | Spieler     | Pos | Nationalität | KHL-Team             | Verein / Team           |
| -- | ----------- | --- | ------------ | -------------------- | ----------------------- |
| 69 | Jordan Weal | F   | Kanada       | HK Sotschi           | Los Angeles Kings (NHL) |
| 72 | Roope Hintz | F   | Finnland     | Lokomotive Jaroslawl | Tampereen Ilves (Liiga) |

### Runde 4
| #  | Spieler          | Pos | Nationalität | KHL-Team             | Verein / Team           |
| -- | ---------------- | --- | ------------ | -------------------- | ----------------------- |
| 97 | Tomáš Nosek      | LW  | Tschechien   | Lokomotive Jaroslawl | Detroit Red Wings (NHL) |
| 98 | Andreas Johnsson | LW  | Schweden     | HK Dinamo Minsk      | Frölunda HC (SHL)       |
| 99 | Linus Ullmark    | G   | Schweden     | HK Awangard Omsk     | MODO Hockey (SHL)       |

### Runde 5
| #   | Spieler          | Pos | Nationalität       | KHL-Team            | Verein / Team             |
| --- | ---------------- | --- | ------------------ | ------------------- | ------------------------- |
| 109 | Viktor Arvidsson | RW  | Schweden           | Salawat Julajew Ufa | Nashville Predators (NHL) |
| 120 | Rocco Grimaldi   | F   | Vereinigte Staaten | Salawat Julajew Ufa | Florida Panthers (NHL)    |
| 121 | Nick Cousins     | F   | Kanada             | HK Sotschi          | Philadelphia Flyers (NHL) |
| 125 | Patrik Bartošák  | G   | Tschechien         | HK Dinamo Minsk     | Manchester Monarchs (AHL) |
| 133 | Robin Kovács     | F   | Schweden           | HK ZSKA Moskau      | AIK Ishockey (SHL)        |

## Statistik nach Herkunftsländern
| Nation             | Anzahl |
| ------------------ | ------ |
| Russland           | 82     |
| Schweden           | 16     |
| Finnland           | 13     |
| Tschechien         | 7      |
| Slowakei           | 5      |
| Kanada             | 3      |
| Kasachstan         | 3      |
| Lettland           | 2      |
| Vereinigte Staaten | 2      |